# معركة حمص الثانية
وقعت معركة حمص الثانية بالقرب من مدينة حمص غربي الشام بتاريخ 14 رجب 680 هـ / 29 أكتوبر 1281م بين جيش مغول الإلخانات ومركزهم في إيران وهم جزء من إمبراطورية المغول، وبين المماليك بقيادة المنصور قلاوون. وتلك المعركة هي المحاولة الثانية لأباقا خان للإستيلاء على الشام مرة أخرى. فبعد هزيمة المغول بعين جالوت ثم عند بلدة «أبلستين» بآسيا الصغرى عام 1277 التي صادفت 10 ذي القعدة 675 هجري بقيادة بيبرس أيضا. أرسل أباقا خان هذه المرة أخاه منكوتمر على رأس جيشٍ ضخمٍ يقارب ما بين 50 إلى 80 ألفا من المغول وإسناد 30 ألف أجنبي غالبيتهم من جورجيا بقيادة ملكهم ديمتريوس الثاني والأرمن بقيادة ليو الثالث.

## البداية
علم قلاوون من أسير مغولي؛ أن المغول يستعدون لغزو الشام بحوالي 80 ألف محارب، فكتب إلى مصر وغيرها من البلاد يستدعي الجيوش لأجل اقتراب مجيء التتار، فقدم الناس عليه ووفدوا إليه من كل مكان، وجاءته التركمان والأعراب وغيرهم، وكثرت الأراجيف بدمشق، وكثرت العساكر بها. ووصلت التتر صحبة منكوتمر بن هولاكو إلى عنتاب، وسارت العساكر إلى نواحي حلب يتبع بعضها بعضاً، فكتب السلطان المنصور إلى سنقر «إن التتار قد أقبلوا، والمصلحة أن نتفق عليهم، لئلا يهلك المسلمون بيننا وبينهم، وإذا ملكوا البلاد لم يدعوا منا أحدا»، فكتب إليه سنقر بالسمع والطاعة، فانعثد الصلح بينهما في يونيو 1281، واقطع لسنقر انطاكية وأفامية.
وقرر قلاوون عقد هدنة مع الإمارات الصليبية ليأمن جانبهم خلال صراعه مع المغول، فالمعروف أن بيبرس عقد هدنة مع عكا سنة 1271 لمدة عشر سنوات، وعقد قلاوون سنة 1281 هدنة مع بوهمند أمير طرابلس، وبذا يكون قد أمن جانب الصليبيون في معركته القادمة مع المغول. فامتنع الفرنجة عن الانحياز لأي طرف عند مرور قلاوون بجيشه شمالا لملاقاة المغول، إلا أن الجنود الإسبتارية بالمرقب لم يعتبروا أنفسهم داخلين في عقد الهدنة الذي اشتركت فيه فرسان الرهبان بعكا، فانحازت جماعة منهم إلى ملك أرمينية.
نازلت التتار بقلعة الرحبة في أواخر جمادى الآخرة جماعة من الأعراب، وكان فيهم ملك التتار إبغا ينظر ماذا يفعل أصحابه، وكيف يقاتلون أعداءه. والسلطان المنصور مخيم بحمص في عساكر من الأتراك والتركمان وغيرهم جحفل كثير جداً، وأقبلت التتار في مائة ألف مقاتل أو يزيدون.

## المعركة

### تقسيم الجيش
وعسكر المغول في مائة ألف فارس وعسكر المسلمين على النصف من ذلك أو يزيد قليلاً. والجميع فيما بين مشهد خالد بن الوليد إلى الرستن.على ميمنة الجيش المغولي قوات الكرج ومعهم ليو الثالث ملك قليقية والإسبتارية، وعلى ميسرة الجيش أمراء المغول ويقود منجوتيمور قلب الجيش. واصطف المسلمون بحيث أخذ صاحب حماة وبعض أمراء المماليك ميمنة الجيش، ووقف العرب بقيادة الأمير شرف الدين عيسي بن مهنا من قبيلة بني مرة وآل فضل أبناء ربيعة في أربعة آلاف فارس. وشغل سنقر الأشقر مع خيالته التركمان الميسرة. ووقف في الصدر 4 آلاف شركسي برجي ووحدات أخرى منتقاة من المماليك. واتخذ قلاوون لنفسه موقعا على تلة صغيرة يستطيع منها أن يراقب سير المعركة ومعه مئتي مملوك. ثم بدأت المفارز المغولية تظهر، وتشكل أمام المماليك وحلفائهم جيش من المقاتلة أخذ مساحة ما بين مشهد خالد بن الوليد في حمص إلى الرستن، أي حوالي 20 كم.

### بداية المعركة
لما كان يوم الخميس رابع عشر رجب التقى الجمعان وتواجه الخصمان عند طلوع الشمس. فهاجم المغول ميمنة الجيش بوحشية عنيفة، فثبتت الميمنة بعناد كبير امام الهجوم، فانقض هؤلاء بدورهم على المغول ودفعوا ميسرته إلى الصدر. ولكن أثناء ذلك انسحقت الميسرة بقيادة سنقر وهرب باتجاه أسوار حمص، فاضطربت الميمنة أيضاً. وكسر جناح القلب الأيسر وثبت السلطان ثباتاً عظيماً جداً في جماعة قليلة، وقد انهزم كثير من عسكر المسلمين، والتتار ومعهم الأرمن والإسبتارية في آثارهم حتى وصلوا وراءهم إلى بحيرة حمص ووصلوا حمص وهي مغلقة الأبواب، فقتلوا خلقاً من العامة وغيرهم، ولكن مماليك سنقر استمروا بالهروب بلا توقف باتجاه دمشق، وهم ينشرون أنباء هزيمة المسلمين، مما خلق جوا من الذعر الرهيب في مؤخرة جيش قلاوون، وأشرف المسلمون على خطة عظيمة من الهلاك. ولكن قلب الجيش المملوكي ومعهم السلطان وقف بثبات، وأمر قلاوون بقرع الطبول، وهي إشارة على التجمع. فرجعت بعض فلول تتحرك صوب الوسط، وبدا جليا أن المعركة قد حسمت للمغول.

### هجوم أزدمير الحاج
في أثناء ذلك سار الأمير أزدمير الحاج أحد قادة المماليك على حصانه، وبرفقته بضعة من المقاتلين باتجاه قائد المغول منجو تيمور. وبمجرد أن رأى أزدمير مونجو تيمور حتى هاجمه وضربه برمحه واسقطه عن حصانه. ففقد مونجو تيمور الوعي من شدة الضربة، فاعتقد من حوله أنه قد قتل، تبع ذلك اضطراب رهيب، وقام مماليك أزدمير بمذبحة حقيقية وهم يحمون قائدهم. وماتوا جميعا من ضربات حرس الخان الشخصيين، وقد خلق سقوط مونجو تيمور الذعر في صفوف المغول، وكان المماليك ينتظرون تلك اللحظة، ثم هاجموا العدو بضراوة، فارتبك المغول، فجاءهم الأمير عيسى بن مهنا من ناحية العرض فصدم التتر فأضربت الجيوش لصدمته، وقتلوا من التتار مقتلة عظيمة جداً، ولم يعودوا يحتملون وطأة الهجوم وهربوا. هرب قسم باتجاه حلب بينما فر الآخر باتجاه السلمية والبرية، والأخرى إلى ناحية حلب والفرات. فأرسل السلطان في آثارهم من يتبعهم.

### النصر
في أثناء ذلك عاد المغول ومعهم الملك ليو الثالث بجيشه، الذين كانوا يطاردون سنقر ومعهم الكثير من الغنائم غنموها من ضواحي حمص. ولم يجدوا أحدا في ساحة المعركة، وكان السهل ممتلئا بجثث أخوتهم. صدمهم هذا المشهد، وفي تلك اللحظة كان السلطان وحرسه مختبئين ويمسكون بأعنة الخيل، وعددهم يقارب الألف، إذ أن البقية قد تم ارسالهم خلف المغول الفارين. عندما اجتمع البقية من المغول في ساحة المعركة أعطى السلطان قلاوون الإسشارة بالهجوم، فانقض المماليك على العدو ودارت رحى معركة رهيبة، اجبروهم على الهروب، وكان ذلك عند الغروب. وقد تحمل المغول خسائر رهيبة، فمات عدد كبير منهم أثناء الفرار باتجاه ضفاف الفرات، أكثر ممن قتل أثناء المعركة نفسها. واختبأت بقيتهم بين أدغال القصب، فأشعل المماليك النيران في تلك الأدغال فمات عدد كبير منهم جراء النار والدخان. وكان لزاما على ليو أن يشق طريقه إلى الشمال، مما كبده خسائر فادحة في الأرواح.

## مابعد المعركة
كان أباقا مشغولا بمحاصرة قلعة الرحبة، فلما بلغه هزيمة أخوه بحمص فر هاربا بجنده. وقد صب جام غضبه على أخيه منجوتمر، فقال له: «لم لم تمت أنت والجيش بدلا من الهزيمة؟».
بعدها بعام مات أباقا وخلفه أخوه أحمد تكودور الذي غير سياسته بعد إشهار إسلامه وفضل التحالف مع المماليك والمسلمين.